# Hoplophthiracarus dispar
Hoplophthiracarus dispar är en kvalsterart som först beskrevs av Wojciech Niedbała 2000.  Hoplophthiracarus dispar ingår i släktet Hoplophthiracarus och familjen Phthiracaridae. Inga underarter finns listade i Catalogue of Life.